# Caterina Caselli
Caterina Caselli (* 10. dubna 1946 v Modeně) je italská hudební producentka a bývalá zpěvačka a herečka.
V roce 1966 debutovala na festivalu Sanremo s písní „Nessuno mi può giudicare“ složenou Adrianem Celentano, která zaznamenala pozoruhodný úspěch – prodalo se jí celkem přes milion kusů a byla oceněna jako zlaté album.
V témže roce vyhrává Festivalbar v italském městečku Salice Terme s hitem Perdono (Odpuštění), který byl ústřední melodií stejnojmenného filmu taktéž z roku 1966, a ve kterém Caterina Caselli dostává jednu z hlavních rolí. V češtině je tato píseň známá pod názvem Tak prázdná, nazpívala ji s textem Petra Rady Yvonne Přenosilová.
Caselli uspěla též s italským coverem písně Days of Pearly Spencer od Davida McWilliamse, pojmenovaném „Il Volto Della Vita“.
Od roku 1992 je prezidentkou společnosti Sugar Music, hudebního vydavatelství Andrea Bocelliho.